# Willy Schleunung
Willy Schleunung (* 8. Mai 1917 in Würzburg; † 14. April 2007 in Marktheidenfeld) war ein bayerischer Buchdruckereibesitzer, Verbandsfunktionär und Politiker.

## Ausbildung und Beruf
Willy Schleunung besuchte die Berufs- und Fachschule für Buchdrucker und legte 1936 die Gehilfen- und 1955 die Meisterprüfung ab. 1937 bis 1945 leistet er Wehr- und Kriegsdienst. Nach dem Krieg gründete er 1946 die Druckerei Willy Schleunung in Marktheidenfeld. Die Firma wird heute unter dem Namen "Schleunungdruck" von seinem Sohn Christoph Schleunung betrieben.

## Verbandstätigkeiten
Willy Schleunung war im Bundesverband Druck engagiert: Er wurde 1955 Vorsitzender des Bezirks Unterfranken, 1961 stellvertretender Vorsitzender, 1973–1993 Vorsitzender und 1993 Ehrenvorsitzender des Verbands der Bayerischen Druckindustrie. Er war Mitglied des Präsidialrats des Bundesverbands Druck.
In der Industrie- und Handelskammer war er stellvertretender Vorsitzender des Sozialpolitischen Ausschusses, Vorstandsmitglied des VAB, bis 1986 Präsidiumsmitglied und Vorsitzender des Berufsbildungsausschusses der IHK Würzburg-Schweinfurt. 1976 bis 1982 war er Mitglied des Berufs- und Bildungsausschusses des DIHT und Vorsitzender der Vertreterversammlung.
Willy Schleunung war Vorstandsmitglied der Vereinigung der Arbeitgeberverbände (VAB)

## Politik
Willy Schleunung war vom 1. Januar 1978 bis 31. Dezember 1995 Mitglied des Bayerischen Senates für die Gruppe Industrie und Handel. 1994 war er Mitglied des Präsidium des Senates und Alterspräsident.

## Sonstige Ämter
Willy Schleunung war 1980 bis zum 29. Oktober 1981 stellvertretendes und vom 29. Oktober 1981 bis 31. Dezember 1995 ordentliches Mitglied des Stiftungsrats der Bayerischen Landesstiftung. 1985 bis zum 26. März 1992 war er Mitglied des Medienrats.

## Ehrungen
1958 wurde Schleunung mit dem Bundesverdienstkreuz am Bande, 1972 mit dem Bayerischen Verdienstorden, 1987 mit der Bayerischen Staatsmedaille für soziale Verdienste und 1982 mit dem Großen Verdienstkreuz der Bundesrepublik Deutschland geehrt.
Als Ehrung seines sozialpolitischen Engagements erhielt Schleunung 1993 in Berlin den Ullstein-Preis, die höchste Auszeichnung der Deutschen Druckindustrie.